# Clytia multiannulata
Clytia multiannulata is een hydroïdpoliep uit de familie Campanulariidae. De poliep komt uit het geslacht Clytia. Clytia multiannulata werd in 1995 voor het eerst wetenschappelijk beschreven door Hirohito. 